# Hlízov
Obec Hlízov (německy Hlisow) se nachází v okrese Kutná Hora, kraj Středočeský, zhruba 4 km ssv. od Kutné Hory. Žije zde 656 obyvatel.

## Historie
První písemná zmínka o obci pochází z roku 1142.

### Územněsprávní začlenění
Dějiny územněsprávního začleňování zahrnují období od roku 1850 do současnosti. V chronologickém přehledu je uvedena územně administrativní příslušnost obce (osady) v roce, kdy ke změně došlo:
- 1850 země česká, kraj Pardubice, politický i soudní okres Kutná Hora[4]
- 1855 země česká, kraj Čáslav, soudní okres Kutná Hora
- 1868 země česká, politický i soudní okres Kutná Hora
- 1939 země česká, Oberlandrat Kolín, politický i soudní okres Kutná Hora[5]
- 1942 země česká, Oberlandrat Praha, politický i soudní okres Kutná Hora[6]
- 1945 země česká, správní i soudní okres Kutná Hora[7]
- 1949 Pražský kraj, okres Kutná Hora[8]
- 1960 Středočeský kraj, okres Kutná Hora
- 2003 Středočeský kraj, obec s rozšířenou působností Kutná Hora

### Rok 1932
V obci Hlízov (900 obyvatel) byly v roce 1932 evidovány tyto živnosti a obchody: 4 hostince, kolář, košíkář, kovář, 2 krejčí, mlýn, obuvník, rolník, řezník, sedlář, 4 obchody se smíšeným zbožím, spořitelní a záložní spolek pro Hlízov, švadlena, tesařský mistr, 3 trafiky, truhlář, velkostatek.

## Pamětihodnosti
- Boží muka u silnice na rozcestí
- Zámek Hlízov

## Doprava
Dopravní síť
- Pozemní komunikace – Po hranici území obce vede silnice I/38 Havlíčkův Brod - Čáslav - Kolín - Nymburk.

- Železnice – Obcí vede železniční trať Kolín - Kutná Hora - Havlíčkův Brod. Je to dvoukolejná elektrizovaná celostátní trať zařazená do evropského železničního systému, doprava byla zahájena roku 1869.

Veřejná doprava 2011
- Autobusová doprava – do obce zajíždí linky MHD Kutná Hora 801a803 . o víkendu je obec odkázaná na železnici

- Železniční doprava – V železniční Zastávce Hlízov zastavují vlaky ČD linky S20 Kolín - Kutná Hora - Čáslav - světlá nad Sázavou a linky PID S28 (Kolín) Kutná Hora - Zruč nad Sázavou v intervalu minimálně 2 hodiny